# Мацик
Мацик (каврук, мацік, мацьок, карух, кірух, богук, «Поліське диво») — українська сиров'ялена м'ясна страва, яку готують шляхом тривалого зберігання свинячого сечового міхура або шлунка свині (кендюха), міцно заповненого м'ясом і приправленого спеціями. Цю поліську страву готують у Сарненському, Вараському (с. Більська-Воля), Дубровицькому, Зарічненському, Рокитнівському районах Рівненської області та Камінь-Каширському районі Волинської області України.

## Історія
Виникнення страви було пов'язане з необхідністю довготривалого зберігання м'яса. Його зазвичай вішали на горищі, поряд із сіном, іноді зберігали в грубі, яку не топили.
Продукт відображено у народному фольклорі поліщуків: «Нащо кабана тримати, якщо мацика не напихати».
У 2019 році Європейський Союз виділив грант на суму понад 59 тисяч євро для міст Рівного та Любліна на спільний проєкт з популяризації місцевих страв серед іноземців, й міська влада Рівного вибрала такою стравою мацик.

## Спосіб приготування
Для приготування страви зазвичай беруть нарізану шматками свинину та свинячий шлунок або свинячий сечовий міхур, які гарно вимивають, заправляють спеціями (перець, лавровий лист, часник) та просолюють. Потім цей шлунок міцно заповнюють мясом (щоб у ньому не залишалося повітря), зашивають і кладуть під прес для виведення зайвої рідини, після чого в сітці підвішують на 3–9 місяців для висихання.